# Équipe cycliste Bepink-Bongioanni
L'équipe cycliste Bepink-Bongioanni est une équipe cycliste féminine italienne. Elle a son siège à Monza près de Milan en Lombardie. Elle est créée en 2012. Elle est dirigée par Walter Zini.

## Histoire de l'équipe
L'équipe est fondée officiellement le 11 novembre 2011. En 2014, Astana devient également sponsor de l'équipe.
Elle a son siège à Monza près de Milan en Lombardie.

## Classements UCI
Ce tableau présente les places de l'équipe au classement de l'Union cycliste internationale en fin de saison, ainsi que la meilleure cycliste au classement individuel de chaque saison.
| Classement UCI | Classement UCI         | Classement UCI                              | Classement UCI |
| Année          | Classement par équipes | Meilleure coureuse au classement individuel |                |
| -------------- | ---------------------- | ------------------------------------------- | -------------- |
| 2012           | 6e                     | Alena Amialiusik (21e)                      |                |
| 2013           | 10e                    | Alena Amialiusik (14e)                      |                |
| 2014           | 9e                     | Alena Amialiusik (10e)                      |                |
| 2015           | 16e                    | Amber Neben (28e)                           |                |
| 2016           | 10e                    | Olga Zabelinskaïa (27e)                     |                |
| 2017           | 18e                    | Olga Zabelinskaïa (59e)                     |                |
| 2018           | 19e                    | Erica Magnaldi (53e)                        |                |
| 2019           | 32e                    | Tatiana Guderzo (84e)                       |                |
| 2020           | 26e                    | Silvia Zanardi (80e)                        |                |
| 2021           | 20e                    | Silvia Zanardi (71e)                        |                |
| 2022           | 26e                    | Silvia Zanardi (52e)                        |                |
| 2023           | 29e                    | Silvia Zanardi (138e)                       |                |
| 2024           | 25e                    | Monica Trinca Colonel (112e)                |                |
|                |                        |                                             |                |
| Source : UCI   |                        |                                             |                |

L'équipe a intégré la Coupe du monde dès sa création en 2012. Le tableau ci-dessous présente les classements de l'équipe sur ce circuit, ainsi que sa meilleure coureuse au classement individuel.
| Coupe du monde | Coupe du monde         | Coupe du monde                              | Coupe du monde |
| Année          | Classement par équipes | Meilleure coureuse au classement individuel |                |
| -------------- | ---------------------- | ------------------------------------------- | -------------- |
| 2012           | 11e                    | Alena Amialiusik (38e)                      |                |
| 2013           | 13e                    | Alena Amialiusik (16e)                      |                |
| 2014           | 11e                    | Alena Amialiusik (19e)                      |                |
| 2015           | 16e                    | Anastasia Tchulkova (91e)                   |                |
|                |                        |                                             |                |
| Source : UCI   |                        |                                             |                |

À partir de 2016, l'UCI World Tour féminin remplace la Coupe du monde.
| UCI World Tour | UCI World Tour         | UCI World Tour                              | UCI World Tour |
| Année          | Classement par équipes | Meilleure coureuse au classement individuel |                |
| -------------- | ---------------------- | ------------------------------------------- | -------------- |
| 2016           | 18e                    | Ilaria Sanguineti (60e)                     |                |
| 2017           | 19e                    | Olga Zabelinskaïa (61e)                     |                |
| 2018           | 19e                    | Erica Magnaldi (42e)                        |                |
| 2019           | 26e                    | Tatiana Guderzo (92e)                       |                |
| 2020           | 18e                    | Silvia Zanardi (84e)                        |                |
| 2021           | 29e                    | Silvia Zanardi (150e)                       |                |
| 2022           | 25e                    | Matilde Vitillo (139e)                      |                |
| 2023           | 29e                    | Silvia Zanardi (166e)                       |                |
| 2024           | 27e                    | Monica Trinca Colonel (161e)                |                |
|                |                        |                                             |                |
| Source : UCI   |                        |                                             |                |

## Principales victoires

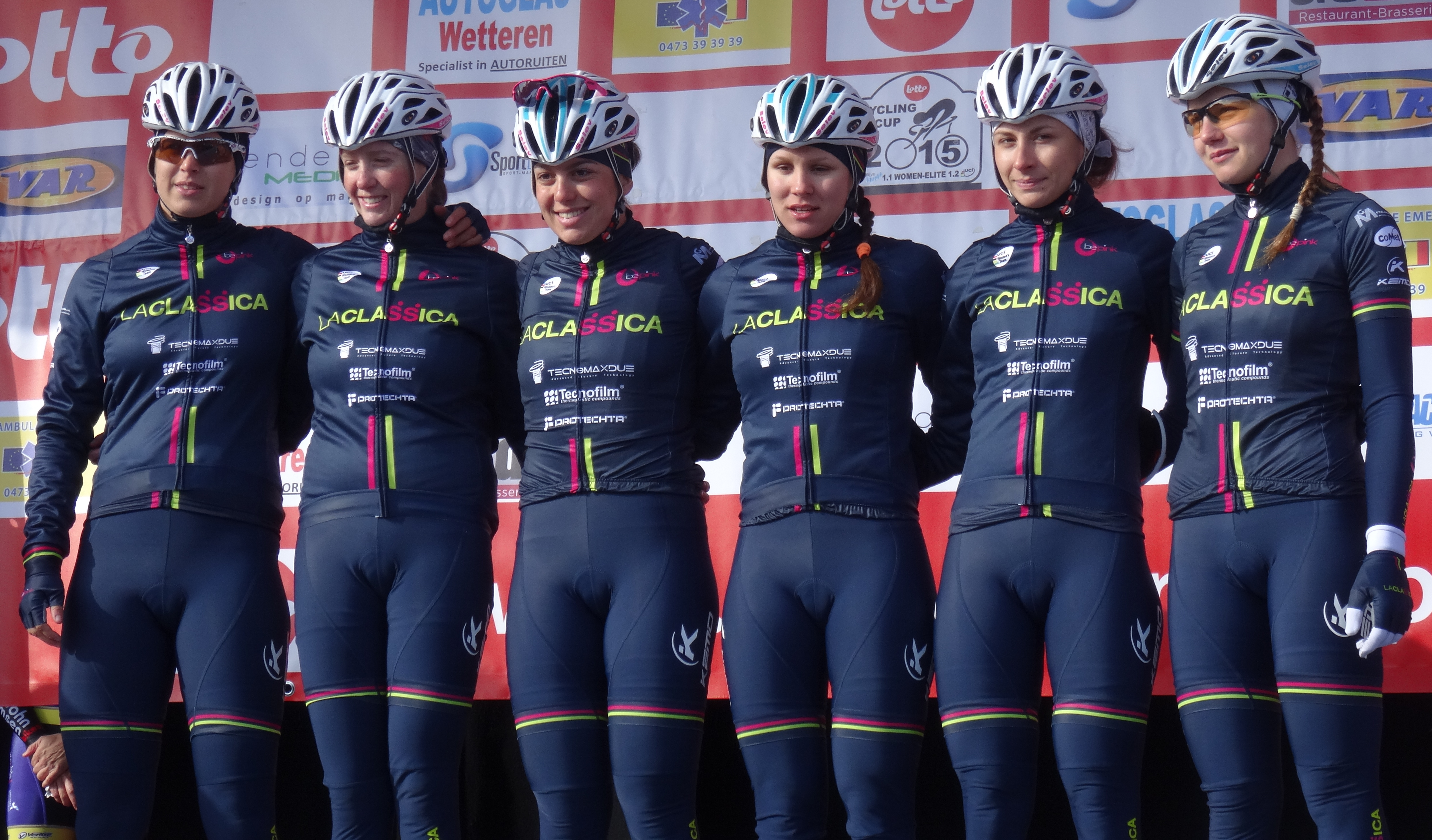
L'équipe en 2015 lors du Samyn des Dames.

### Compétitions internationales
- Championnats du monde sur route : 1
  - Contre-la-montre : 2016 (Amber Neben)
- Championnats d'Europe sur piste : 1
  - Poursuite par équipes : 2016 (Silvia Valsecchi , Francesca Pattaro)

### Championnats nationaux
Cyclisme sur route
- Championnats de Biélorussie sur route : 2
  - En ligne : 2013 (Alena Amialiusik)
  - Contre-la-montre : 2012 (Alena Amialiusik)
- Championnats d'Italie sur route : 1
  - En ligne : 2013 (Dalia Muccioli)
- Championnats de Nouvelle-Zélande sur route : 1
  - Contre-la-montre : 2015 (Jaime Nielsen)
- Championnats de Roumanie sur route : 2
  - En ligne : 2015 (Ana Maria Covrig)
  - Contre-la-montre : 2015 (Ana Maria Covrig)
- Championnats de Slovaquie sur route : 2
  - Contre-la-montre : 2015 (Tereza Medvedová), 2021 (Nora Jenčušová)
- Championnats de Suisse sur route : 1
  - En ligne : 2013 (Doris Schweizer)

Piste
- Championnats d'Italie de cyclisme sur piste : 4
  - Omnium : 2014 (Simona Frapporti)
  - Poursuite individuelle : 2014 (Silvia Valsecchi)
  - Vitesse individuelle : 2013 (Simona Frapporti)
  - 500 m : 2014 (Simona Frapporti)
- Championnats de Nouvelle-Zélande de cyclisme sur piste : 1 
  - Poursuite individuelle : 2015 (Jaime Nielsen)
- Championnats de Pologne de cyclisme sur piste : 1 
  - Keirin : 2013 (Malgorzata Wojtyra)

### Résultats sur les grands tours
- Tour d'Italie féminin
  - Participations : 3 (2012, 2013, 2014)

## Encadrement de l'équipe
Depuis 2012, l'équipe est dirigée par Walter Zini. Il a auparavant dirigé l'équipe Selle Italia Ghezzi. En 2014 ses directeurs sportifs sont Sigrid Corneo, Zulfiya Zabirova, Marino De Carli et Giuseppe Dioguardi. En 2015 et 2016, ce sont les mêmes à l'exception de Zulfiia Zabirova. En 2017, Marino De Carli est remplacé par Matteo Filipponi.
En 2016, le docteur de l'équipe est Michele De Grandi, son diététicien Maurizio Fiocca et son masseur Luigino Corna. L'entraîneur est Enrico Campolunghi. Les mécaniciens sont Sergio Alberini et Cesare Sana. Silvia Tomasoni est responsable presse, tout comme Alberto Celani. Gaia Barlassina est responsable de la traduction. Maurizio Da Rin Zanco est stagiaire. Emanuela Zini est responsable Marketing & communication. Alessandro Tamborini est président et représentant de l'équipe auprès de l'UCI. Enfin, Jonathan Degouve est photographe de l'équipe. L'équipe a son siège à Monza.

## Partenaires
Les vélos sont fournies par Kemo,.
En 2014, le conglomérat d'entreprise kazakhe Astana sponsorise également l'équipe. Il se retire en 2015 pour former sa propre équipe féminine au Kazakhstan. Le fournisseur de vêtements cycliste LaClassica le replace.

## Dopage
En 2013, le contrôle antidopage qu'a subi Ilaria Sanguineti lors du Trofeo Longa Village le 7 juillet s'avère positif au Clostebol, un produit de la catégorie des stéroïdes anabolisants. Elle se défend en affirmant avoir utilisé la pommade cicatrisante Trofodermin à l'issue de la deuxième étape du Tour d'Italie. Ce produit vendu librement contient la dite substance. Elle est soutenue par son équipe. Elle est suspendue en octobre pour dopage pour une durée de quinze mois par la TNA. Elle peut revenir à la compétition le 22 octobre 2014,,.

## Bepink-Imatra-Bongioanni en 2025
Effectif
| Effectif 2025            | Effectif 2025     | Effectif 2025 | Effectif 2025                                          |
| Cycliste                 | Date de naissance | Pays          | Équipe précédente                                      |
| ------------------------ | ----------------- | ------------- | ------------------------------------------------------ |
| Irene Cagnazzo           | 5 juillet 2005    | Italie        |                                                        |
| Andrea Casagranda        | 22 septembre 2004 | Italie        |                                                        |
| Beatrice Caudera         | 29 novembre 2003  | Italie        | UAE Development Team (2024)                            |
| Carmela Cipriani         | 11 novembre 1996  | Italie        | Isolmant-Premac-Vittoria (2023)                        |
| Linda Ferrari            | 23 novembre 2006  | Italie        |                                                        |
| Marina Garau Roca        | 15 septembre 2002 | Espagne       | Cantabria Deporte-Rio Miera (2024)                     |
| Vittoria Grassi          | 14 juillet 2005   | Italie        |                                                        |
| Nora Jenčušová           | 14 avril 2002     | Slovaquie     |                                                        |
| Maho Kakita              | 14 décembre 2004  | Japon         | EF-Oatly-Cannondale (2024)                             |
| Linda Laporta            | 7 août 1999       | Italie        | BTC City Ljubljana Zhiraf Ambedo (2024)                |
| Silvia Milesi            | 16 août 2006      | Italie        |                                                        |
| Angela Oro               | 27 mai 2002       | Italie        | Team Mendelspeck (2023)                                |
| Aileen Schweikart        | 27 mars 1996      | Allemagne     | Laboral Kutxa-Fundación Euskadi (2024)                 |
| Gaia Segato              | 27 mars 2004      | Italie        | Top Girls Fassa Bortolo (2024)                         |
| Meike Uiterwijk Winkel   | 4 décembre 1999   | Pays-Bas      | GT Krush Rebellease (2024)                             |
| Elisa Valtulini          | 28 décembre 2004  | Italie        | GB Junior Team Piemonte Pedale Castanese A.S.D. (2023) |
|                          |                   |               |                                                        |
| Source : ProCyclingStats |                   |               |                                                        |

Victoires
| Victoires | Victoires | Victoires | Victoires | Victoires | Victoires |
| Date      | Course    | Pays      | Classe    | Vainqueur |           |
| --------- | --------- | --------- | --------- | --------- | --------- |